# 小行星8249
小行星8249（8249 Gershwin）是一颗绕太阳运转的小行星，为主小行星带小行星。该小行星于1980年4月13日发现。

## 轨道参数
小行星8249的轨道半长轴为2.3802116 UA，离心率为0.181。